# Hirmoneura ecuadorensis
Hirmoneura ecuadorensis är en tvåvingeart som beskrevs av Joseph Charles Bequaert 1932. Hirmoneura ecuadorensis ingår i släktet Hirmoneura och familjen Nemestrinidae.
Artens utbredningsområde är Ecuador. Inga underarter finns listade i Catalogue of Life.